# Univerzita Čiang Mai
Univerzita Čiang Mai (CMU) (thajsky: มหาวิทยาลัยเชียงใหม่) je veřejná výzkumná univerzita v severním Thajsku založená v roce 1964. Klade velký důraz na inženýrství, vědu, zemědělství a medicínu.
Univerzita byla první institucí vyššího vzdělávání v severním Thajsku a první provinční univerzitou v Thajsku.

## Kampusy
Univerzita Čiang Mai má čtyři kampusy, tři z nich v Čiang Mai a jeden v Lamphunu, které dohromady pokrývají přibližně 14,1 km2. V areálu se nachází 18 bytových komplexů pro studenty navštěvující univerzitu. Sedmnáct z nich je v hlavním kampusu a jeden je v kampusu Mae Hea.

### Kampus Suan Sak (hlavní kampus)
Hlavní univerzitní kampus, známý jako kampus Suan Sak (thajsky: สวนสัก) nebo Černg Doj (thajsky: เชิงดอย), leží přibližně pět kilometrů západně od centra města. V 60. letech 20. století byla oblast ještě zalesněna. S ohledem na ochranu přírody byly univerzitní budovy postaveny mezi stromy, takže kampus si stále zachovává většinu svého původního prostředí.

### Kampus Si Bua Ban
Poslední akvizicí univerzity je kampus Si Bua Ban (thajsky: ศรีบัวบาน) v okresu Mueang Lamphun v provincii Lamphun, asi 55 kilometrů jižně od Čiang Mai, na pozemku o rozloze 7,6 km2 blízko centra průmyslového centra Lamphun.

## Absolventi
- Jinglak Šinavatrová, 28. premiérka Thajska
- Čaturon Čajsang, místopředseda vlády v letech 2002 až 2006
- Suthep Thaugsuban, místopředseda vlády v letech 2008 až 2011
- Apirak Kosajothin, 14. guvernér Bangkoku